# آران‌ای راهنما

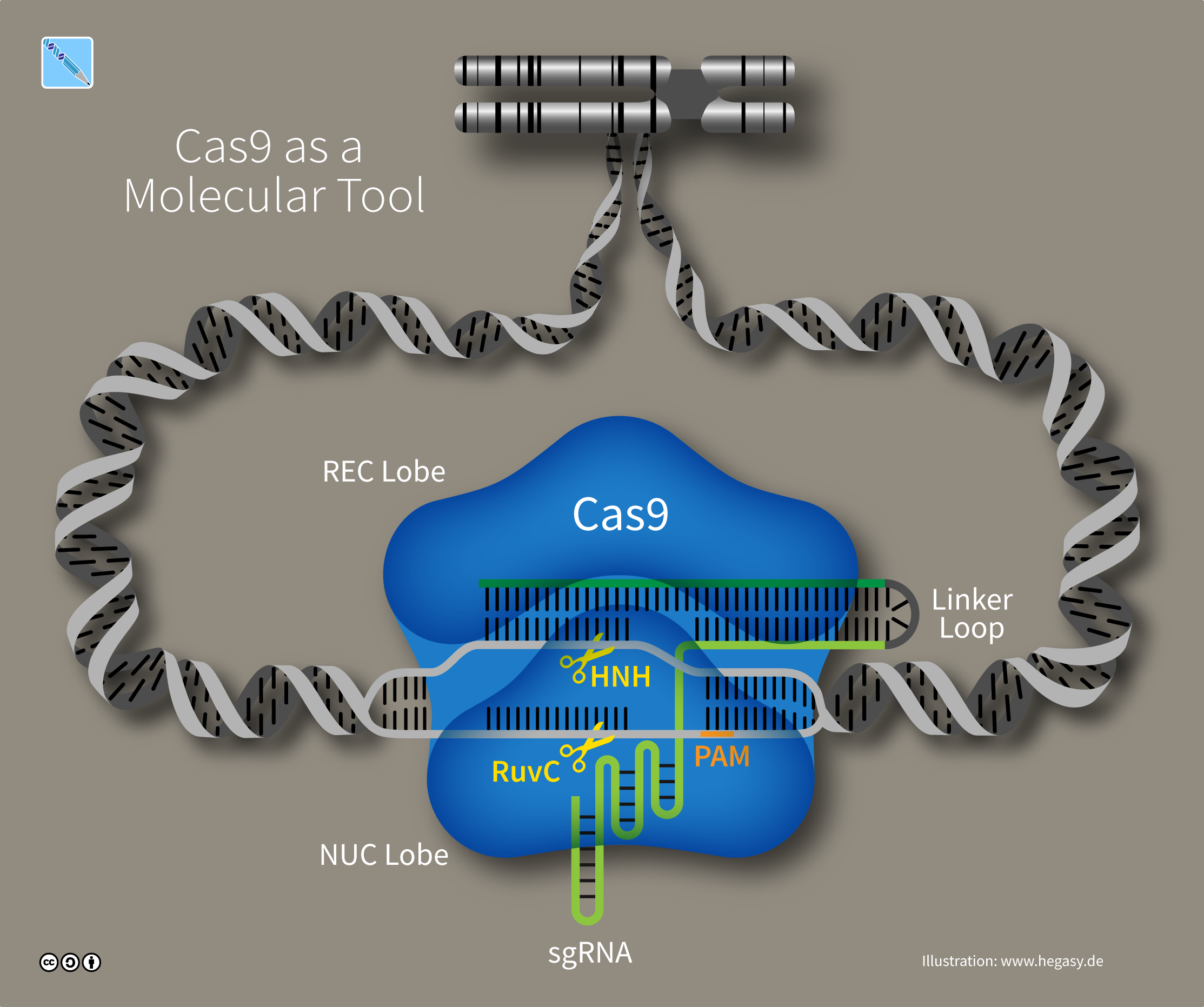
آراِن‌اِی راهنما

آراِن‌اِی راهنما (gRNA) قطعه‌ای از آراِن‌اِی است که به‌عنوان راهنمای آنزیم‌های هدف آراِن‌اِی یا دی‌اِن‌اِی عمل می‌کند که با آن کمپلکس‌هایی را تشکیل می‌دهد. بیشتر این آنزیم‌ها آراِن‌اِی یا دی‌اِن‌اِی هدف را وارد یا حذف کرده یا تغییر می‌دهند. آن‌ها به‌طور طبیعی کار کرده و عملکردهای مهمی را انجام می‌دهند، اما همچنین می‌توانند برای ویرایش هدفمند، مانند CRISPR-Cas9 و CRISPR-Cas12، طراحی شوند.

## پیشینه
«آراِن‌اِی راهنمای ویرایش آراِن‌اِی» در سال ۱۹۹۰ توسط B. Blum, N. Bakalara و L. Simpson کشف شد و حاوی توالی‌هایی است که با نواحی ویرایش‌شدهٔ آراِن‌اِی پیام‌رسان مطابقت دارند. آن‌ها برش، درج و حذف بازها را امکان‌پذیر می‌کنند.